# 七洞乡
七洞乡，是中华人民共和国广西壮族自治区来宾市兴宾区下辖的一个乡镇级行政单位。

## 行政区划
七洞乡下辖以下地区：
七洞村、桥勒村、成凡村、板力村、社头村、坡六村、春归村和古车村。